# 林俊典
林 俊典（はやし としのり、1951年6月13日 - ）は、岐阜県出身の元プロ野球選手（捕手）。

## 来歴・人物
岐阜県の中京商から、中京大学、チノンを経て、1974年にドラフト外でロッテオリオンズに入団。
合宿の寮長を務めていた。一軍公式戦に出場することはなく、1978年限りで退団した。

## 詳細情報

### 年度別打撃成績
- 一軍公式戦出場なし

### 背番号
- 62 （1975年 - 1978年）